# Joseph Maria von Weichs

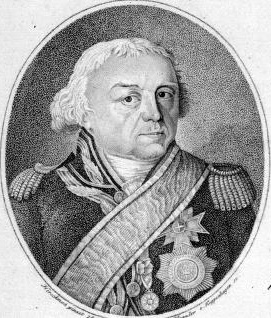
Joseph Maria von Weichs

Joseph Maria Reichsfreiherr von Weichs auf Steingriff (* 21. Februar 1756 in Deggendorf; † 18. Dezember 1819 in München) war ein deutscher Freiherr und hoher bayerischer Verwaltungsbeamter.

## Leben und Wirken
Er war der Sohn des in Ungarn geborenen Joseph Ignaz Freiherrn 
von Weichs und dessen Gattin Josepha Gumppenberg von Pöttmes. Der Vater amtierte als kurfürstlich bayerischer Kämmerer, Wirklicher Geheimer Rat, Vizedom in Straubing und Hauptmann zu Deggendorf.
Joseph Maria von Weichs absolvierte ein Jura-Privatstudium in Regensburg und wurde am 16. Oktober 1776 von Kurfürst Maximilian III. Joseph zum Kammerherrn und Regierungsrat in Straubing ernannt. Am 5. Juli 1787 folgte er seinem verstorbenen Vater in dessen Ämtern nach, zum 17. Oktober 1793 versetzte man ihn als Vizepräsident zur Oberlandesregierung in München. Vom 12. Januar 1796 bis 1. Juni 1799 übte Freiherr von Weichs in diesem Amt auch die Leitung und Koordination der Münchner Polizei aus. 1799 wurde Weichs zum Vizepräsidenten der neugegründeten Generallandesdirektion ernannt, die für die Verwaltung Ober- und Niederbayerns zuständig war. Nachdem der erste Präsident der Generallandesdirektion Joseph August von Toerring 1801 pensioniert wurde, übernahm Weichs die Leitung dieser Behörde, die im Jahr darauf in Landesdirektion für die Provinz Baiern umbenannt wurde. 1803 erhielt er die Leitung der sogenannten Klosteraufhebungskommission, die den Besitz der säkularisierten Klöster prüfte und dem Staat einverleibte.
Nach der Auflösung der Landesdirektion war er von 1808 bis 1810 Generalkommissär des neugebildeten Isarkreises, danach bis 1819 Mitglied des Geheimen Rats. 1810 leitete Weichs als Hofkommissär die Eingliederung des Fürstentums Regensburg in den Bayerischen Staatsverband.
Seit 1784 war der Adelige mit Anna Freiin von Ingenheim verheiratet. Das Paar hatte vier Kinder:
- Therese (1787–1859), heiratete 1816 Joseph von Armansperg
- Clemens (1793–1838), Intendant des Bayerischen Hoftheaters, später Obersthofmeister der Königin Amalie von Griechenland, heiratete (1) Stephanie Enders († 1824), (2) 1825 Dorothea Enders († 1864)
- Catharina (1795–?)
- Maria Leopoldine (1800–1862), heiratete 1826 einen Sohn von Charles Henry Hall

## Ehrungen
- 1778: Kurbayerischer Hausritterorden vom Heiligen Georg
- 1795: Ehrenmitglied der Bayerischen Akademie der Wissenschaften
- 1808: Zivil-Verdienstorden der Bayerischen Krone